# Bakıxanov
Bakıxanov (ryska: Бакиханов: Bakichanov) är en ort i Azerbajdzjan.   Den ligger i distriktet Baku, i den östra delen av landet, 8 kilometer nordost om huvudstaden Baku. Bakıxanov ligger 33 meter över havet och antalet invånare är 66 686. Den ligger vid Bülbülä-sjön. Den bildades 1936 och döptes efter Stepan Razin. Efter landets självständighet döptes den om efter Abbasqulu ağa Bakıxanov.
Terrängen runt Bakıxanov är huvudsakligen platt, men söderut är den kuperad. Runt Bakıxanov är det tätbefolkat, med 982 invånare per kvadratkilometer.. Närmaste större samhälle är Baku, 7,8 kilometer sydväst om Bakıxanov. 
Trakten runt Bakıxanov består i huvudsak av gräsmarker.